# Nina Byers
Pour les articles homonymes, voir Byers.
Nina Byers, née le 19 janvier 1930 à Los Angeles et morte le 5 juin 2014 à Santa Monica, est une physicienne américaine spécialiste de la théorie de la supraconductivité et la théorie physique des particules. Elle a également travaillé sur l'histoire de la physique, en particulier sur l'apport des femmes dans cette science au XXe siècle.

## Source
(en) James W. Cronin, Fermi Remembered, University of Chicago Press, 2004 (ISBN 978-0-22612111-6, lire en ligne), p. 270